# پامیری
پامیری‌ها یک گروه قومی ایرانی شرقی هستند که بومی آسیای مرکزی بوده و عمدتاً در تاجیکستان (ولایت خودمختار کوهستان بدخشان)، افغانستان (ولایت بدخشان)، پاکستان (گلگت بلتستان و چترال) و چین (شهرستان خودمختار تاشکورگان تاجیک) زندگی می‌کنند. آن‌ها به انواع زبان‌های مختلف صحبت می‌کنند که در میان آن‌ها زبان‌های گروه ایرانی شرقی پامیری برجسته هستند. زبان‌های گروه شغنانی-روشانی، در کنار واخانی، رایج‌ترین زبان‌های پامیری هستند.
آن‌ها در زبان پامیری خود را پامیری یا بدخشانی می‌نامند. اما در تاجیکستان بیشتر خود را تاجیک بدخشانی و در افغانستان و چین خود را  تاجیک معرفی می‌کنند. در قانون اساسی پیشین افغانستان و سرود ملی این کشور نام پامیری به عنوان یکی از اقوام این کشور آورده شده‌است. دولت چین نیز آن‌ها را با عنوان «تاجیک‌های چین» به عنوان یکی از ۵۶ قوم ساکن در چین به رسمیت می‌شناسد. پامیری‌های چین در ناحیه خودمختار تاشکورگان تاجیک در غرب ولایت کاشغر واقع در مرز بدخشان تاجیکستان اکثریت جمعیت را تشکیل می‌دهند.
پامیری‌ها جزو معدود مردمان ایرانی هستند که خلوص نژادی خود را تا حد زیادی حفظ کرده‌اند. طبق پروژهٔ نشنال جئوگرافی حدود ۲۲ درصد از تبار پامیری‌ها به شمال اروپا می‌رسد. هرچند این میزان در بین آریاییان نخستین حدود ۴۰ تا ۶۰ درصد بوده‌است، اما پامیری‌ها در کنار کالاش‌ها و نورستانی‌ها شبیه‌ترین اقوام به آریایی‌ها هستند.
پس از فروپاشی اتحاد جماهیر شوروی ملی‌گرایی پامیری اوج گرفت و با به قدرت رسیدن «حزب لعل بدخشان» در ولایت خودمختار کوهستان بدخشان در سال ۱۹۹۲ اعلام استقلال کرد. هرچند مدتی بعد این اعلامیه پس گرفته شد. جنگ داخلی تاجیکستان ۱۹۹۲–۱۹۹۷ صحنه کشتار بسیاری از پامیری‌ها بود. در این جنگ پامیری‌ها عمدتاً پشتیبان اپوزیسیون متحد تاجیک بودند.
پامیری‌ها عمدتاً پیرو شاخه نزاری مذهب اسماعیلیه و پیرو آقاخان هستند. بنیاد آقاخان مهم‌ترین سازمان مردم‌نهاد در کوهستان بدخشان است. همچنین اقلیتی از پامیری‌ها با گویش یزغلامی پیرو مذهب سنی‌اند.

## تاریخچه

### دوران باستان

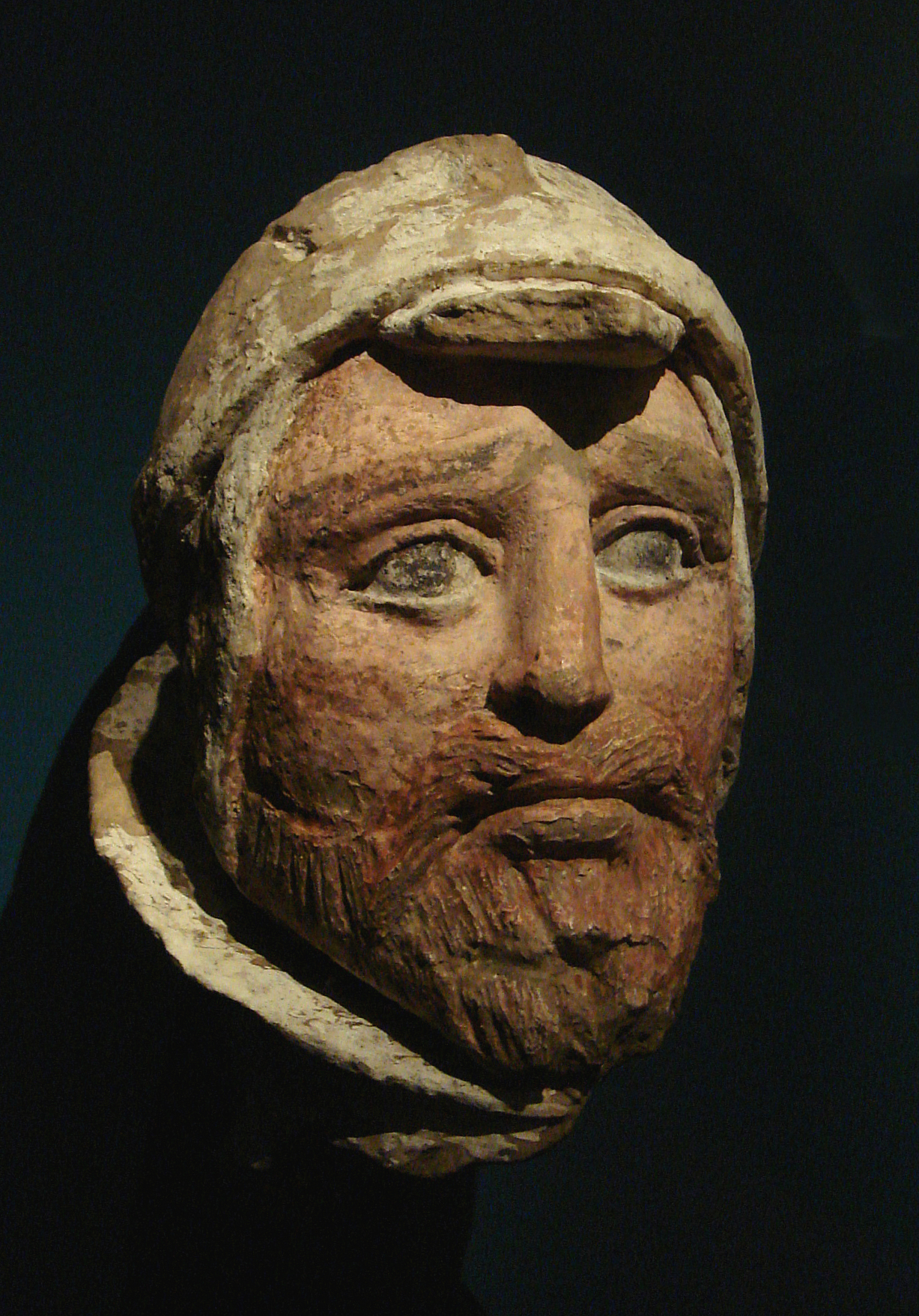
مجسمه یک جنگجوی سکا در خلچایان، باختر شمالی، قرن یکم پیش از میلاد

قبایل ایرانی شرقی (عمدتاً سکا)، تخاری، و احتمالاً داردی، و همچنین جمعیت‌های زیرلایه نیاهندواروپایی در شکل‌گیری پامیری‌ها شرکت داشتند: در قرن‌های هفتم و دوم پیش از میلاد، کوهستان پامیر محل سکونت قبایلی بود که در منابع مکتوب به عنوان سکاها شناخته می‌شوند. آن‌ها به گروه‌های مختلفی تقسیم شده و با نام‌های گوناگونی ثبت شده‌اند، مانند «سکاهای تیزخود» («سکاهایی که کلاه نوک‌تیز می‌پوشند»)، سکاهای هوم‌نوش («سکاهایی که هوم را می‌نوشند»)، «سکاهای آن سوی دریا» («سکاهایی که آن سوی دریای سیاه زندگی می‌کنند»)، «سکاهای آن سوی سغد» («سکاهایی که آن سوی سغد هستند»).
نظریه مربوط به منشأ هپتالی پامیری‌ها توسط انسان‌شناس مشهور روسی اهل شوروی، لیف گومیلیف (درگذشت ۱۹۹۲) مطرح شد.
پامیر غربی که از تهاجم کوچ‌نشینان شرقی دفاع می‌کرد، از اواسط قرن سوم پیش از میلاد به پایگاه شرقی پادشاهی یونانی باختر و از اواسط قرن یکم میلادی به شاهنشاهی کوشانی تبدیل شد. دامداری کوچ‌نشینی در پامیر شرقی توسعه یافت، در حالی که کشاورزی و دامداری در پامیر غربی توسعه یافته بود. بقایای قلعه‌های باستانی و استحکامات مرزی دوره باختر و کوشان هنوز در پامیر حفظ شده است. قدیمی‌ترین گورهای سکایی نیز در پامیر شرقی یافت شده است.

### قرون وسطی
مهاجرت‌های گسترده به ویژه پس از قرون پنجم و ششم به دلیل حرکت ترک‌ها به آسیای مرکزی (و پس از آن مغول‌ها) تشدید شد، در نتیجه جمعیت ایرانی ساکن آسیای میانه به دره‌هایی که برای دامداری وسیع مناسب نبودند، گریختند. واسیلی بارتولد (درگذشت ۱۹۳۰) در اثر خود «ترکستان» ذکر می‌کند که در قرن دهم سه دولت پامیری: واخان، شیکینان (شغنان) و کران (احتمالاً روشان و درواز) قبلاً توسط پاگان‌ها سکونت یافته بودند، اما در عرصه سیاسی، احتمالاً تحت سلطه مسلمانان قرار داشتند. در قرن دوازدهم، بدخشان به دولت غوریان ضمیمه شد. بین قرون دهم و شانزدهم، واخان، شغنان و روشان به همراه درواز (دو تای آخر در قرن شانزدهم متحد شدند) توسط سلسله‌های فئودالی محلی اداره می‌شدند و عملاً مستقل بودند.

### تاریخ امروزی
در سال ۱۸۹۵، بدخشان بین افغانستان که تحت نفوذ بریتانیا بود، و امارت بخارا که تحت الحمایه امپراتوری روسیه تزاری بود، تقسیم شد. با این حال، سرزمین‌های مرکزی بدخشان در طرف افغان خط مرزی باقی ماند. در ۲ ژانویه ۱۹۲۵، دولت شوروی تصمیم به ایجاد یک نهاد جغرافیایی و سیاسی جدید گرفت که در دوران امروزی به عنوان ولایت خودمختار کوهستان بدخشان (GBAO) شناخته می‌شود. در دوره شوروی، پامیری‌ها به طور کلی از مناصب قدرت در داخل جمهوری، با چند استثنا، از جمله شیرین‌شاه شاه‌تیمور، یک شغنانی که در دهه ۱۹۳۰ ریاست کمیته اجرایی مرکزی جمهوری شوروی سوسیالیستی تاجیکستان را بر عهده داشت؛ و نظرشاه دادخدایف، یک روشانی که در دهه ۱۹۵۰ به عنوان رئیس هیئت رئیسه شورای عالی تاجیکستان خدمت کرد، محروم بودند. میزان باسوادی در GBAO از ۲٪ در سال ۱۹۱۳ به تقریباً ۱۰۰٪ در سال ۱۹۸۴ افزایش یافت.
در سرشماری سال ۱۹۲۶، پامیری‌ها به عنوان «تاجیک‌های کوهستانی» طبقه‌بندی شدند، در سرشماری‌های سال‌های ۱۹۳۷ و ۱۹۳۹ به عنوان گروه‌های قومی جداگانه در داخل تاجیک‌ها ظاهر شدند، در سرشماری‌های سال‌های ۱۹۵۹، ۱۹۷۰ و ۱۹۷۹ به عنوان تاجیک طبقه‌بندی شدند. در اواخر دهه ۱۹۸۰، هویت پامیری از طریق تلاش‌ها برای ارتقای جایگاه زبان‌های پامیری و ترویج ادبیات به زبان‌های پامیری، و همچنین «ادعاهای حاکمیت و وضعیت جمهوری برای بدخشان» که توسط روشنفکران پامیری مطرح شد، بیشتر تثبیت شد. در سال ۱۹۹۱، پس از سقوط اتحاد جماهیر شوروی سوسیالیستی (USSR)، GBAO بخشی از کشور تازه استقلال یافته تاجیکستان باقی ماند.
در ۴ مارس ۱۹۹۱، گروه سیاسی پامیری لعل بدخشان (تاجیکی: Лаъли Бадахшон، ت. «یاقوت بدخشان») در دوشنبه تشکیل شد. بنیانگذار این سازمان اتابک امیربکوف، یک پامیری متولد خاروغ بود که در مؤسسه تربیت آموزگاری دوشنبه به عنوان مدرس و معاون دانشکده کار می‌کرد. ستون فقرات این سازمان را دانشجویان مؤسسات آموزش عالی پایتخت و جوانان پامیری ساکن در پایتخت تاجیکستان تشکیل می‌دادند. هدف اصلی لعل بدخشان نمایندگی منافع فرهنگی مردم پامیری و دفاع از خودمختاری بیشتر برای GBAO بود. این گروه همچنین در سال اول استقلال تاجیکستان در تظاهرات‌های متعددی در دوشنبه و خاروغ شرکت و آن‌ها را سازماندهی کرد.
از اواخر سال ۱۹۹۲، جنبش ملی پامیری‌ها رو به افول گذاشت، که عمدتاً به دلیل وخامت شدید اوضاع اجتماعی-اقتصادی و جنگ داخلی (۱۹۹۲–۱۹۹۷) که در تاجیکستان رخ داد، بود. پامیری‌ها به همراه گرمی‌ها، بخشی از اپوزیسیون متحد تاجیک (UTO)، ائتلافی از احزاب مختلف ملی‌گرا، لیبرال دموکرات و اسلام‌گرا بودند. تحقیقات سازمان ملل گزارش داد که در دسامبر ۱۹۹۲ در دوشنبه «اتوبوس‌ها به طور معمول بازرسی می‌شدند و افرادی که کارت شناسایی آن‌ها نشان می‌داد اهل پامیر یا گرم هستند، به زور بیرون کشیده شده و یا درجا کشته می‌شدند یا برده شده و بعداً مرده پیدا می‌شدند یا دیگر هرگز خبری از آن‌ها نشد.»
«جمهوری خودمختار بدخشان» رسماً تا نوامبر ۱۹۹۴ وجود داشت. به گفته سهراب‌شاه دولتشایف، «جنگ داخلی تاجیکستان از جهاتی آگاهی قومی پامیری‌ها را متبلور و تقویت کرد.»
از دهه ۲۰۲۰، دولت تاجیکستان سرکوب فعالان، آداب و رسوم فرهنگی و نهادهای پامیری و همچنین استفاده از زبان پامیری را آغاز کرد. پس از آن، مهاجرت گسترده پامیری‌ها از تاجیکستان و روسیه صورت گرفت.

## یادداشت
1. ↑    - فارسی: پامیری‎
  - تاجیکی: Помирӣ، ت. «Pomirī»
  - روسی: Пами́рцы، ت. «Pamírcy»
  - چینی: 帕米尔人; پین‌یین: Pàmǐ'ěrrén
  - اردو: پامیری‎
2. ↑  بیشتر ساکن در منطقه گوجال در گلگت-بلتستان هستند.[۸] در حال حاضر، طبق گزارشی از اداره آمار پاکستان، تعداد کمی از پامیری‌ها نیز در استان خیبر پختونخوا ساکن هستند.